# Diritti e tributi feudali in Italia

## Diritti e tributi feudali
Si tratta di antiche usanze, prerogative e facoltà di origine medievale codificate negli statuti comunali, per lo più al Nord Italia. Alcuni di essi, noti poi come "usi civici", furono recepiti più tardi in Toscana, Umbria, Lazio e nel Regno di Napoli.
A seconda dei luoghi (statuti comunali) si possono riscontrare difformità nella terminologia usata o piccole differenze nel significato giuridico attribuito.
- Calletta o caltetta era il nome generico per indicare la categoria dei tributi medioevali.
- Albergaria era il diritto di alloggio gratuito che esercitavano signori e potenti nei confronti dei loro vassalli. In età carolingia, l'albergaria corrispondeva al diritto, riconosciuto ad un conte, al suo seguito ed eventualmente ai suoi rappresentanti, di alloggio e mantenimento per sé e le cavalcature, a spese dei contadini e delle comunità religiose.

## Diritti e tributi più ricorrenti
- abbeverata: per dissetare gli animali nei fontanili; in latino medioevale ius beverandi
- acquatico: per attingere acqua da fonti o sorgenti; in latino medioevale ius aquandi
- adiutorio: gabella una tantum in occasione di eventi straordinari
- decima: la grande decima era costituita dalla decima parte del grano prodotto, mentre la piccola decima si applicava sul vino, sulla canapa e su altri prodotti
- erbatico: per falciare l'erba in un prato; detto anche erbaggio
- ghiandatico: per raccogliere ghiande o condurre maiali nei querceti; anche escatico e glandatico
- legnatico: per tagliare e raccogliere legna di alto fusto; in latino medioevale ius lignandi; altro sinonimo boscatico
- livello (contratto): per l'utilizzo agricolo dei terreni
- macchiatico: per raccogliere legna di basso fusto, arbusti
- pantanatico: per pescare anguille e rane negli stagni
- pascolatico: per condurre greggi al pascolo (ius pascendi); più diffuso il diritto di fida
- pedatico o ius passi: per attraversare o percorrere a piedi strade, sentieri o proprietà private; sulle vie, sui confini del feudo, nei passi montani, ai ponti, ai guadi, anche pedaggio
- piscatico: per catturare pesci in acqua dolce o salata; anche pescatico
- plateatico: per occupare il suolo pubblico su cui esporre la merce nei mercati
- polveratico: tassa per il danno arrecato dalla polvere sollevata dal passaggio di carri e carrozze
- pontatico: per transitare sui ponti doganali o di proprietà privata
- portatico: dazio doganale o pedaggio riscosso alle porte della città in occasione dell'entrata di merci
- pro indumentis
- relevio: una sorta di imposta di successione pagata dal feudatario al re o dagli eredi del feudatario al Re per ottenere il possesso del feudo
- ripatico: per approdare o sostare su rive di acque interne
- scalatico: per caricare e scaricare merci nei porti
- siliquatico: per raccogliere carrube ed altri baccelli
- spicatico: per raccogliere spighe dopo la mietitura; in latino medioevale ius spicandi; inoltre spicilegio e spigaggio